# Horacio Eyzaguirre-Rouse
Horacio Eyzaguirre-Rouse (ur. 10 stycznia 1888 w Santiago, Chile, zm. ?) – chilijski inżynier i urzędnik konsularny.

## Życiorys
Jego rodzicami byli - Guillermo Eyzaguirre Guzmán, adwokat oraz deputowany, i Carmela Rousse Bardel. Ukończył Kolegium Św. Ignacego (Colegio San Ignacio), Uniwersytet Katolicki (Universidad Católica) w Santiago, oraz zaoczną uczelnię elektrotechniczną (Internacional Institución Electrotécnica) w Walencji; ostatnią z tytułem doktora inżyniera (1915).
Wstąpił do chilijskiej służby zagranicznej, w której pełnił funkcję konsula m.in. w Bilbao (1914-1922), Gdańsku (1926-1927), Lyonie i Nicei, Bahia Blanca, Tacna (1935) i Liverpool (1938-1939). Następnie zajął się rolnictwem w rejonie Cajón del Maipo, od 1950 był celnikiem w Valparaiso, od 1953 pracował w firmie Sogeco w Santiago. Był autorem opowiadań, które publikował w Hiszpanii oraz współpracował z prasą. Był członkiem Królewskiej Akademii Hiszpańsko-Amerykańskiej Nauki, Sztuki i Literatury w Kadyksie (Real Academia Hispano Americana de Ciencias, Artes y Letras).
Był żonaty, miał dwoje dzieci.